# Nordlige del af Sorø Sønderskov
Nordlige del af Sorø Sønderskov este o arie protejată (arie specială de conservare — SAC, sit de importanță comunitară — SCI) din Danemarca întinsă pe o suprafață de 81 ha, integral pe uscat.

## Localizare
Centrul sitului Nordlige del af Sorø Sønderskov este situat la coordonatele 55°26′12″N 11°34′33″E / 55.436667°N 11.575833°E.

## Înființare
Situl Nordlige del af Sorø Sønderskov a fost declarat sit de importanță comunitară în mai 1998 pentru a proteja 1 specie de animale. Situl a fost protejat și ca arie specială de conservare în decembrie 2011.

## Biodiversitate
Situată în ecoregiunea continentală, aria protejată conține 4 habitate naturale: Păduri de fag Luzulo-Fagetum, Păduri de fag Asperulo-Fagetum, Păduri de stejar sau de stejar și carpen sub-atlantice și medio-europene de Carpinion betuli, Păduri aluvionare cu Alnus glutinosa și Fraxinus excelsior (Alno-Padion, Alnion incanae, Salicion albae).
La baza desemnării sitului se află o specie protejată de  nevertebrate: Osmoderma eremita.